# Куно фон Ройланд
Куно фон Ройланд (на немски: Kuno von Reuland; между † 30 август 1285 и 8 февруари 1287) е благородник от рицарския род фон Ройланд от днешния Бург Ройланд в днешна Валония, Белгия.

## Произход
Той е син на Куно фон Ройланд († сл. 1246) и съпругата му Аликс († сл. 1246). Внук е на Куно фон Ройланд († сл. 1220).
Родът измира през 1313 г. с Арнолд фон Ройланд. Фамилната резиденция замък Бург Ройланд отива на господарите фон Бланкенхайм.

## Фамилия
Куно фон Ройланд се жени за Мехтилд фон Оберщайн († сл. 1275), дъщеря на Еберхард III фон Оберщайн (1170 – 1217) и Понцета фон Оберщайн (* ок. 1180). Те имат децата:
- Дитрих фон Ройланд († между 15 октомври 1296 и 3 септември 1299), рицар, господар на Ройлант, наричан „Лъвът фон Ройланд“ като кръстоносец в Третия кръстоносен поход на Фридрих Барбароса[2]; женен за Мехтилд фон Гимних († сл. 1292), дъщеря на Арнолд фон Гимних, господар на Дуделинген, управител на Аахен († сл. 1286) и Елизабет фон Калер († сл. 1267); имат две дъщери и един син
- Йоланда фон Ройланд, омъжена на 16 август 1276 г. за Гильом фон Хуфалице († сл. 1298)